# Corb marí de les Bounty
El corb marí de les Bounty (Leucocarbo ranfurlyi) és un ocell marí de la família dels falacrocoràcids (Phalacrocoracidae) que habita penya-segats de les illes Bounty.